# Hans Schmidt (Künstler)
Hans Schmidt (* 4. August 1951 in Salzburg) ist ein österreichischer Künstler.

## Leben und Ausbildung
Hans Schmidt lebt seit seiner Geburt in Seekirchen, wo er auch die Schule besuchte. Von 1965 bis 1970 machte Schmidt eine Lehre bei einem Innenarchitekten in Salzburg und unternahm erste künstlerische Versuche in Malerei, Radierung und Skulptur. Ab 1971 war er für einen Modekonzern tätig. 1975 erhielt Schmidt ein Stipendium für die Internationale Sommerakademie für bildende Kunst und nahm an einer Bildhauerklasse von Wander Bertoni, Bronzeguss Josef Zenzmaier, teil. 1981 kam sein Sohn zur Welt.
1997 begann Schmidt erstmals mit „Holzschichtungen“, der Gestaltung von Figuren und Objekten auf der Basis von Abfallholz. Mit  Schichtungen auf der Basis von Industrieabfällen der Parkettholzindustrie wurde er im Jahr 2000 mit der Ausstellung Zeithüllen einer breiteren Öffentlichkeit bekannt. Danach entstanden die ersten Figurenschichtungen, die er von nun an ständig weiter entwickelte, oft in Gruppen bis zu 15 lebensgroße Figuren präsentierte. 

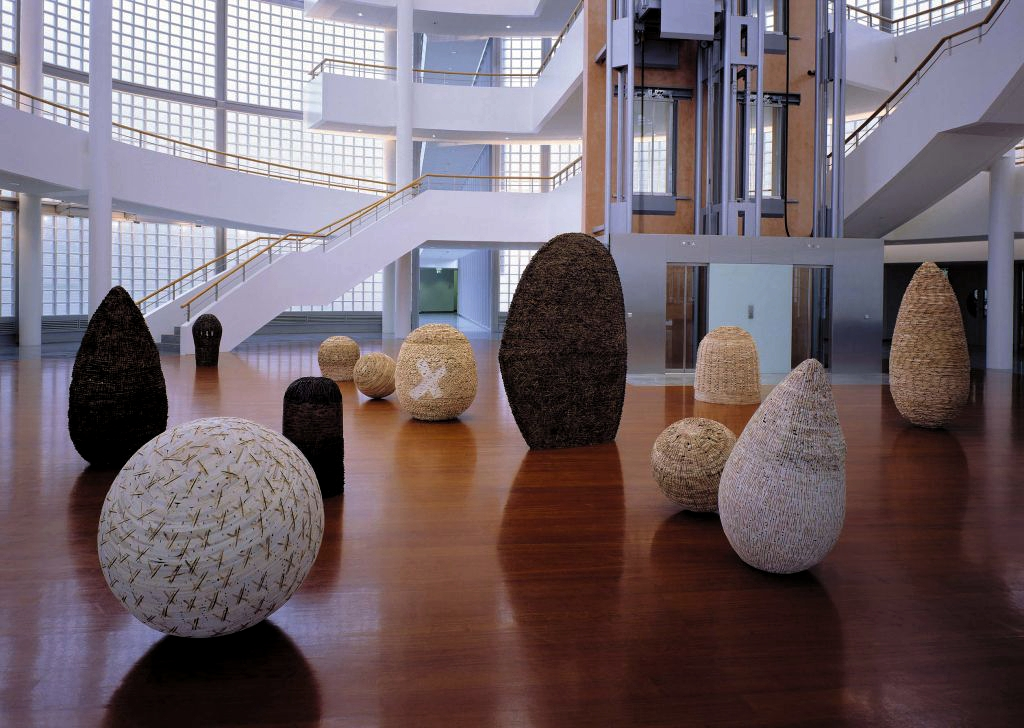
Zeithüllen (Salzburg, 2000)

2002 machte er sich als bildender Künstler selbstständig. 
In den Jahren 2002 und 2006 nahm Schmidt auf Einladung an der internationalen Biennale für bildende Kunst Austria, Hüttenberg in Kärnten mit einer 15-teiligen Figurengruppe teil. 2004 baute Schmidt sein Atelier in Seekirchen neu.
2018 nahm er die Malerei wieder auf.

## Einzelausstellungen
- 2000: Rotunde der Salzburg AG, Salzburg
- 2006: Wüstenrot Zentrale, Salzburg
- 2006: Emailwerk Seekirchen, Buchpräsentation Dialog
- 2006: Galerie im Feuerwerk, Firma Holz Binder, Fügen, Tirol
- 2010: Raiffeisen Kunstfenster Salzburg
- 2015: Holzmuseum Lignorama, Oberösterreich

## Gruppenausstellungen
- 2001: ART Gallery Zürich, Schweiz
- 2001: Kunstmesse Salzburg, fünf Mal in Folge
- 2002: Euregio Kunstpreis der Stadt Traunreut, Deutschland
- 2002: Internationale Biennale für bildende Kunst Austria, Hüttenberg, Kärnten
- 2002: Skulptur 02 Fürstenfeld, Steiermark
- 2003: Berchtoldvilla, Salzburg
- 2004: Santa Maria Gualtieri, Pavia/Mailand, Italien
- 2005: Große Ostbayerische Kunstausstellung mit Symposion
- 2005: Künstlerhaus Salzburg, Jahresausstellung Blick A, Blick B
- 2006: Internationale Biennale für bildende Kunst Austria, Hüttenberg, Kärnten
- 2006: Galerie Forum Wels, Oberösterreich
- 2006: Galerie G12, Kunstmesse Innsbruck, Tirol
- 2007: Landart Projekt Europaschutzgebiet Wenger Moor/Wallersee/Salzburg
- 2007: Leonart 07 – Biennales Kunstfestival Stadtmuseum Leondig, Oberösterreich
- 2007: Schlossgalerie Reichersberg, Oberösterreich
- 2007: Galerie Schloss Puchheim, Oberösterreich
- 2009: Schlossgalerie Mondsee, Oberösterreich

## Auszeichnungen
- 2002: Euregio Kunstpreis der Stadt Traunreuth, „Menschenskinder“ (6-teilige lebensgroße Figurengruppe)